# História de Carmona (Espanha)
A história de Carmona começa em um dos sítios urbanos mais antigos da Europa, com quase cinco mil anos de ocupação contínua em um planalto que se eleva acima da vega (planície) do rio Corbones na Andaluzia, Espanha. A cidade de Carmona fica a trinta quilômetros de Sevilha, na maior elevação do terreno inclinado da escarpa de Los Alcores, a aproximadamente 250 metros acima do nível do mar. Desde o surgimento de sociedades agrícolas complexas no vale do Guadalquivir, no início do período Neolítico, várias civilizações tiveram uma presença histórica na região. Todas as diferentes culturas, povos e entidades políticas que ali se desenvolveram deixaram sua marca no mosaico etnográfico da Carmona atual. Seu significado histórico é explicado pelas vantagens de sua localização. O planalto facilmente defendido no qual a cidade está situada, e a fertilidade das terras ao seu redor, tornavam o local um importante centro populacional. A posição estratégica da cidade com vista para o vega era uma fortaleza natural, permitindo-lhe controlar as trilhas que levavam ao planalto central do vale do Guadalquivir e assim, ter acesso aos seus recursos.
A área ao redor de Carmona foi habitada desde os tempos pré-históricos; embora vestígios do Paleolítico tenham sido encontrados, os do Neolítico são muito mais abundantes. O fim do período Calcolítico entre 2500 e 2000 a.C é marcado pelo aparecimento dos vasos profusamente decorados da cultura Bellbeaker da necrópole de El Acebuchal. Achados dispersos de cerâmica estabeleceram a ocupação da área pela Idade do Bronze e, no fim da Idade do Ferro, este era um assentamento Tartessian.
Com a chegada dos comerciantes fenícios de Tiro, Carmona sofreu uma mudança radical. A aldeia Tartessian- Turdetani foi transformada em cidade a partir de seu núcleo no bairro da atual San Blas. As cabanas circulares foram substituídas por casas retangulares, construídas no modelo fenício e dispostas em traçado urbano planejado. A população construiu defesas com paredes de alvenaria inclinada em seu flanco oeste vulnerável e continuou a se consolidar até meados do século VI a.C, quando a rede de comércio fenício de Tiro se desintegrou. Cartago então expandiu sua hegemonia comercial e, no início do século V a.C, havia se estabelecido como a potência militar dominante no Mediterrâneo ocidental.
O nome '"Carmona" pode ter derivado das palavras raiz semíticas, Kar (cidade) e Hammon, (o deus-sol adorado em Cartago), como em Kar-Hammon (a "cidade de Hammon ").
A conquista da Península Ibérica em 237 a.C pelos cartagineses púnicos sob o comando de Amílcar Barca deu início a uma época turbulenta que culminou nas Guerras Púnicas e na conquista romana. A Batalha de Carmona foi travada perto da cidade em 207 a.C, durante a Segunda Guerra Púnica (218-202 a.C). O general romano Cipião derrotou as forças comandadas pelos generais cartagineses Asdrúbal Gisco e Mago e pelo general númida Masinissa. Esta foi uma das primeiras grandes batalhas de Cipião na Hispânia; o combate é descrito por Appian em 5,25-28 em seu Iberica.
Os romanos conquistaram Carmona, bem como as outras cidades da região sob o domínio de Cartago, nas Guerras Púnicas; sua "poderosa muralha" foi citada por Júlio César em seu De Bello Civile. A cidade foi afluente de Roma, e recebeu a dispensa de cunhar sua própria moeda com o nome "Carmo". Carmo fazia parte do Convento Legal de Asitigitana (Écija), tendo-lhe sido concedida a condição de civium Romanorum, sendo os seus habitantes cedidos à tribo rural Galeria.
No fim do século III, Carmona entrou em um declínio gradual, que acabou levando ao: desmantelamento de edifícios públicos e religiosos, uma contração geral da área urbana, o despovoamento das aldeias vizinhas e o abandono de grandes propriedades rurais. Contudo, depois da queda do Império Romano Ocidental, a dissolução da autoridade romana na Hispânia Baetica e sua substituição por uma monarquia visigótica foi um processo longo e lento. Não houve invasão ou conquista visigótica repentina. Os visigodos eram superiores à população hispano-romana apenas no exercício das armas; econômica, social e culturalmente, a população hispânica do sul da Península Ibérica era mais avançada.
Carmona pode ter sido uma parte brevemente da Espanha, uma província do Império Bizantino que existiu por algumas décadas (552-624) ao longo do sul da Península Ibérica. Os bizantinos ocuparam muitas das cidades costeiras da Baetica e a região permaneceu uma província bizantina até sua reconquista pelos visigodos, apenas setenta anos depois.
Em 1252, Alfonso X iniciou o Repartimento, a distribuição de grandes doações de terras e casas para nobres, cavaleiros e pequenos proprietários. Além de recompensar seus aliados, a política geral do rei era repovoar o campo encorajando colonos cristãos que poderiam se tornar proprietários de terras. Os trabalhadores pobres e comuns receberam lotes que incluíam uma casa e aproximadamente 60 hectares de terra arável na vega dos Corbones.
Carmona cumpriu os muitos pedidos de Isabel I de Castela e Fernando II de Aragão para sãos homens, soldados e carroceiros para travar a sua série de campanhas militares na Guerra Granada (Guerra de Granada) (1482-1492). Depois da eclosão das hostilidades entre os Reis Católicos (Los Reyes Católicos) e o Emirado de Granada, as tropas de Carmona participaram de quase todas as operações da guerra.
Em 1630, Filipe IV concedeu a Carmona o status de "ciudad" (cidade),
Bonsor e Fernandez exploraram o site comercialmente, vendendo muitas das valiosas antiguidades ali descobertas.
Um grande tesouro de moedas de ouro visigóticas foi encontrado em 1891 em La Capilla, aproximadamente cinco milhas a leste de Carmona. Somente 67 das 505 moedas foram definitivamente identificadas.